# Velika nagrada Pacifika
Velika nagrada Pacifika je bila dirka svetovnega prvenstva Formule 1 med sezonama 1994 in 1995 na Japonskem. Obe dirki je dobil Nemec Michael Schumacher z Benettonom.

## Zmagovalci
Roza ozadje označuje dirke, ki niso štele za prvenstvo Formule 1.
| Leto | Dirkač             | Konstruktor          | Dirkališče  | Poročilo |
| ---- | ------------------ | -------------------- | ----------- | -------- |
| 1995 | Michael Schumacher | Benetton-Renault     | Tanaka      | Poročilo |
| 1994 | Michael Schumacher | Benetton-Ford        | Tanaka      | Poročilo |
| 1963 | Dave MacDonald     | Cooper-Ford          | Laguna Seca | Poročilo |
| 1962 | Roger Penske       | Zerex Special-Climax | Laguna Seca | Poročilo |
| 1961 | Stirling Moss      | Lotus-Climax         | Laguna Seca | Poročilo |
| 1960 | Stirling Moss      | Lotus-Climax         | Laguna Seca | Poročilo |